# 미카엘라 파름리드

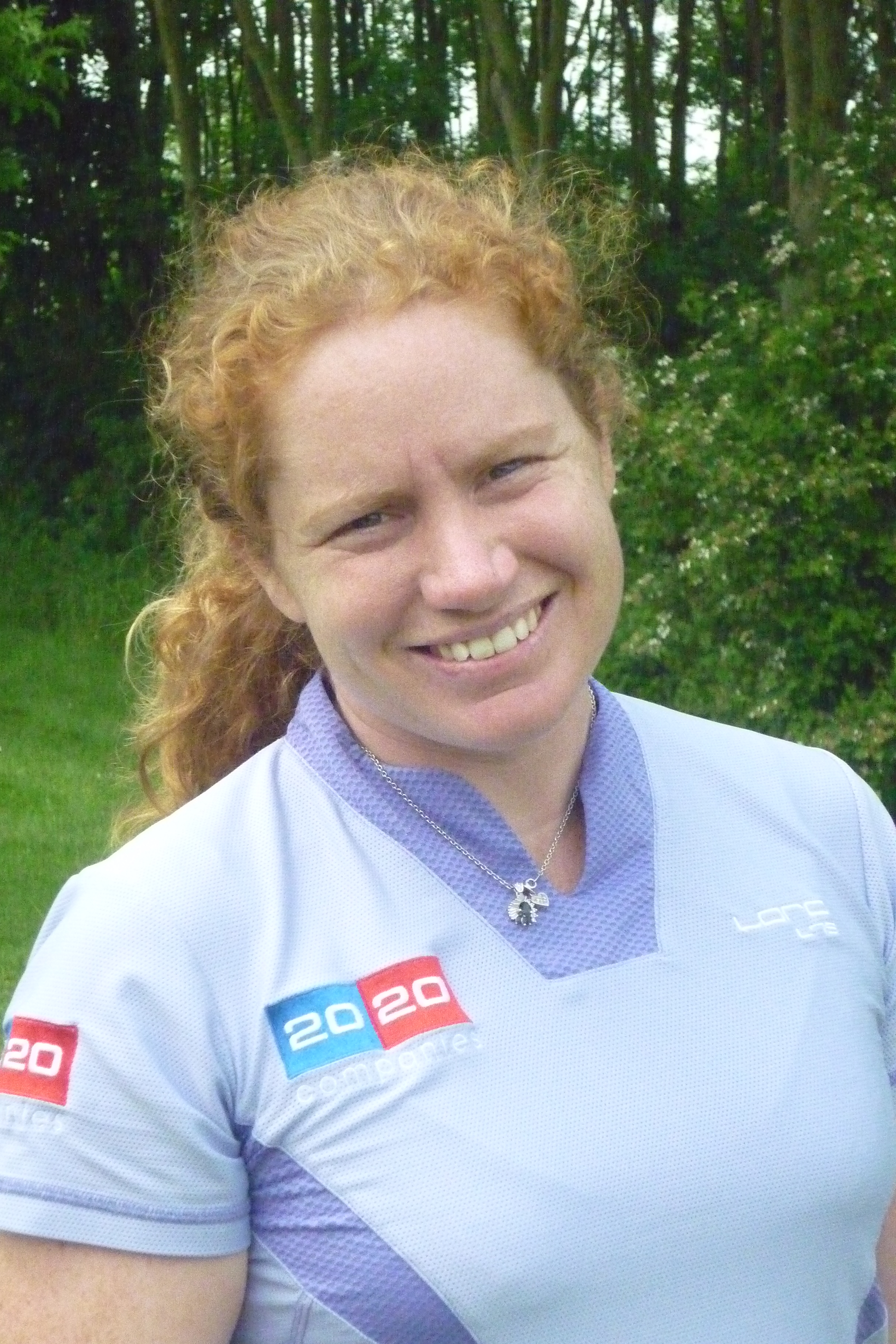
2012년의 미카엘라 파름리드

미카엘라 파름리드(스웨덴어: Mikaela Parmlid, 1980년 9월 22일 ~ )는 스웨덴의 골프 선수이다. 2004년 LRGA 투어에 데뷔했다.